# Nolana coelestis
Nolana coelestis là loài thực vật có hoa trong họ Cà. Loài này được Miers ex Dunal mô tả khoa học đầu tiên.